# Otok Aleksandra I.
Otok Aleksandra I., koji je također poznat kao Otok Aleksandra, Zemlja Aleksandra I., Zemlja Aleksandra, Arhipelag Aleksandra I. i Zemlja Aleksandra I., najveći je otok Antarktike. Leži u Bellingshausenovom moru zapadno od zemlje Palmer, Antarktičkog poluotoka od kojeg ga odvajaju zaljev Marguerite i kanal Đuro VI. Ledeni šelf Đure VI u potpunosti ispunjava kanal Đure VI i povezuje otok Aleksandra sa zemljom Palmer. Otok djelomično okružuje kanal Wilkins, koji se nalazi na zapadu. Otok Aleksandra dug je oko 390 kilometara u smjeru sjever-jug, 80 kilometara širine na sjeveru i 240 kilometara širine na jugu. Otok Aleksandra drugi je najveći nenaseljeni otok na svijetu, nakon otoka Devon.

## Povijest
Otok Aleksandra otkrila je 28. siječnja 1821. ruska ekspedicija pod vodstvom Fabiana Gottlieba von Bellingshausena, koji ga je nazvao Zemlja Aleksandra I. za vladajućeg ruskog cara Aleksandra I.
Ono što je zapravo otok, vjerovalo se da je dio antarktičkog kopna do 1940. godine. Njegovu su otočnu prirodu dokazali Finn Ronne i Carl Eklund iz Antarktičke službe Sjedinjenih Država u prosincu 1940. Pedesetih godina prošlog stoljeća izgrađena je britanska baza koja je bila dio britanskog Antarktičkog teritorija kao Fossil Bluff (Baza KG).
Ujedinjeno Kraljevstvo je 1908. godine polagalo pravo na otok kao dio britanskog Antarktičkog teritorija. Teritorijalne zahtjeve također su postavili i Čile (1940.) i Argentina (1942.). Trenutno, prema Ugovoru o Antarktici, nijedan zahtjev nije službeno priznat. Otok sadrži britanski meteorološki centar Fossil Bluff i bazu za opskrbu gorivom.

## Geografija
Površina otoka Aleksandra I. pretežno je prekrivena ledom. Postoji nekoliko izloženih nunataka i nekoliko područja bez leda značajne veličine, uključujući masiv Ablation Point. Nunataci su vrhovi planinskih lanaca i brežuljaka koji se pružaju u smjeru sjever-jug. Oni uključuju Colbert, Havre, Lassus, Rouen, Sofijsko sveučilište, Walton planine, vrhove Staccato, Lully Foothills, Finlandia Foothills, Elgar Uplands, i Douglas Range. Ove planine, vrhovi, brežuljci i visovi okruženi su trajnim ledenim pokrivačem koji se sastoji od ledenjaka koji se slijevaju s otoka Aleksandra. Ovi se ledenjaci ulijevaju na zapadu u Bachov i Wilkinsov ledeni šelf i Bellingshausenovo more, a na istoku u ledeni šelf Đure VI. Ledeni šelf Đure VI napajaju i izlazni glečeri s ledene kape na zemlji Palmer i otoku Aleksandra.
Još jedna značajka otoka Aleksandra je jezero Hodgson, nekadašnje subglacijalno jezero koje je nastalo ispod ledenog pokrivača koji ga je prekrivao. Jezero Hodgson je dugo 2 km, široko 1,5 km i ima 93,4 m dubok vodeni stupac koji leži zatvoren ispod višegodišnjeg jezerskog leda debljine 3,6 do 4 m.
Sjeverna strana jezera Hodgson omeđena je ledenjakom Saturn, koji se ulijeva na istok u kanal Đuro VI., dok je južna strana jezera Hodgson omeđena sjevernom stranom Citadelom Bastion. Tijekom posljednjeg glacijalnog maksimuma, jezero Hodgson bilo je prekriveno ledenim pokrivačem debelim najmanje 470 m.
Ovaj ledeni pokrivač počeo se stanjivati prije oko 13.500 godina. Povukao se i ostavio Hodgson jezero prekriveno višegodišnjim ledom prije 11.000 godina. Ovo jezero je od tada prekriveno višegodišnjim ledom.
Ostale značajke na otoku uključuju točku Damocles i planinu Tyrrell.

### Brahmsova uvala
Brahmsova uvala (71°28′S 73°41′W / 71.467°S 73.683°W) je uvala ispunjena ledom, duga 46 km i široka 11 km, proteže se sjevernom stranom poluotoka Beethoven na otoku Alexander između poluotoka Harris i poluotoka Derocher, dok se rt Mazza Point nalazi odmah sjeveroistočno od uvale, a Mount Grieg odmah jugoistočno od podnožja zaljeva Brahms. Promatrao ga je iz zraka i prvi ga je ucrtao na karti Ronne Antarctic Research Expedition (RARE), 1947–48, a ponovno ga je mapirao s RARE zračnim fotografijama Derek JH Searle iz Falklandskog istraživanja ovisnosti 1960. godine. Imenovan je od strane britanskog antarktičkog odbora za nazive mjesta po Johannesu Brahmsu, njemačkom skladatelju.

### Poluotok Harris
Poluotok Harris (71°31′S 74°6′W / 71.517°S 74.100°W ) je široki snijegom prekriven poluotok kojeg nadvisuje Mount Lee, između uvale Verdi i uvale Brahms na sjevernoj strani poluotoka Beethoven, koji se nalazi u jugozapadnom dijelu otoka Alexander, Antarktika. Jedan je od osam poluotoka na Aleksandrovom otoku. Fotografirala ga je iz zraka istraživačka ekspedicija Ronne Antarctic, 1947.–48., a na karti je ucrtao D. Searle iz polarnog istraživačkog instituta Ujednjenog Kraljevstva 1960. godine. Imenovao ga je Savjetodavni odbor za antarktička imena prema zapovjedniku Michaela J. Harrisa, američke mornarice, zapovjednika eskadrile VXE-6, od svibnja 1982. do svibnja 1983.

### Ledenjak Ljadov
Ledenjak Ljadov (71°32′00″S 73°45′00″W / 71.53333°S 73.75000°W) je ledenjak koji teče istočno i sjeveroistočno od poluotoka Harris, otok Aleksandra, u zaljev Brahms. Akademija znanosti SSSR-a ga je 1987. nazvala po Anatoliju Ljadovu (1855.–1914.), ruskom skladatelju.

## Geologija
Prema Holeu, "geologija otoka Aleksandra može se pripisati uglavnom procesima povezanim s subdukcijom proto-pacifičke oceanske kore duž zapadne granice Antarktičkog poluotoka, od najnovijeg trijasa do kasnog tercijara". Kompleks akrecijskih prizmi grupe LeMay, zajedno s plutonskim i vulkanskim stijenama, prevladavaju duž zapadnog dijela otoka. Grupa LeMay sastoji se od promjenljivo deformiranih i metamorfoziranih sedimentnih i magmatskih stijena. Iako dominiraju deformirane arkozične sedimentne stijene, uključuje turbiditne sivake, crne muljke i konglomerate. Sedimente stijene gornje jure do donje krede fosilnih stijena grupe Bluff debljine 4 km izlaze kao 250 km dug i 30 km širok pojas duž istočne obale. Ova fosilna Bluff grupa sastoji se od bazalnog dubokomorskog sklopa debljine 2200 m, prekrivenog sklopom muljnjaka debljine do 950 m, nakon čega slijedi plitko-morski sklop pješčenjaka koji se grubo uzdiže. Alkalijski bazalti eruptirali su nakon prestanka subdukcije. Njihova starost varira od tefrita na Mount Pinaforeu (5,5–7,6 milijuna godina), do bazanita na otoku Rothschild (5,5 milijuna godina) i Hornpipe Heights (2,5 milijuna godina), do alkalnih i olivinskih bazalta na poluotoku Beethoven (<1-2,5 milijuna godina).
Trendovi rasjeda planinskog lanca LeMay su od juga prema sjeveru, paralelni sa kanalom Đure VI, a formacija fosilnih stijena Bluff je spuštena istočno od ovog rasjeda u odnosu na grupu LeMay. Pješčani nasipi nalaze se na ovoj zoni rasjeda i u mnogim drugim dijelovima formacije Fosilnog zaljeva. Fosili unutar formacije Fossil Bluff uključuju amonite, belemnite, školjke i serpulide.